# 箱根・竹ノ下の戦い
箱根・竹ノ下の戦い（はこねたけのしたのたたかい）は、建武の新政時代の1336年1月24日（ユリウス暦）（建武2年12月11日）から、足利尊氏の呼びかけに応じた足利軍と、後醍醐天皇の宣旨を受けた新田義貞に参集した軍勢との間で行われた合戦。『太平記』には「箱根竹下合戦」と記されている。後醍醐天皇が建武政権に反旗を翻した足利尊氏を討つために新田義貞を派遣したが失敗し、建武政権崩壊の第一幕となった。現在の静岡県小山町竹之下周辺で行なわれた。
なお、南朝方から書かれた『太平記』と北朝方から書かれた『梅松論』で戦いの経過の記述に違いがある。

## 原因
1333年（元弘3年/正慶2年）鎌倉幕府を打倒して成立した建武政権であったが、現実から乖離した政策の数々に諸国の武士は不満を募らせた。1335年（建武2年）に発覚した西園寺公宗と北条泰家の陰謀は失敗に終わったが、これをきっかけに全国の旧北条氏所領で北条残党の蜂起が相次ぐ。特に7月信濃で諏訪氏の支援のもと蜂起した北条時行は、各地の反建武政権勢力を吸収し、足利直義を追い出し、鎌倉を占領する勢いを見せた(中先代の乱)。
これに対し、足利尊氏は時行を討つために自分を派遣するよう、後醍醐天皇に再三要請するが、尊氏が自立することを怖れた後醍醐はそれを許可しなかった。しかし尊氏は無断で関東に出兵する。後醍醐は追認で尊氏を征東将軍に任じた、結局、時行の反乱は鎮圧された。
戦後、尊氏は対立関係にあった新田義貞の所領を勝手に没収し、建武政権では恩賞方が行う恩賞を勝手に分配するなど自立の意思を示した。後醍醐は再三帰洛命令を出すが尊氏は無視し、義貞を非難する文書を送り返すだけであった。義貞は反論の文書を提出し、審議の結果義貞の訴えを認め、尊氏を討伐することに決定し、義貞に宣旨を下した。

## 経過
11月、義貞は尊良親王を奉じ、軍を率い東海道を下った。尊氏追討軍には多数の公家も参加している。朝敵となることを恥じた尊氏が出家するなど足利側の士気が上がらなかったため、尊氏軍は直義が中心となり作戦行動に出た。直義が鎌倉を出発した日について、『太平記』は11月20日とし、11月24日に三河国矢矯の東宿に着き、翌日に新田軍と戦い敗れたとしている。一方、『梅松論』は直義は12月2日に鎌倉を出発したとしている。
12月5日、義貞は駿河の手越河原の戦いで直義軍を打ち破った。その後の直義軍の動向も『太平記』では鎌倉に敗走したとしているが、『梅松論』では箱根水呑（水呑峠）に留まったとしている。その後、一時出家していた尊氏が直義の説得に応じ戦線に復帰。

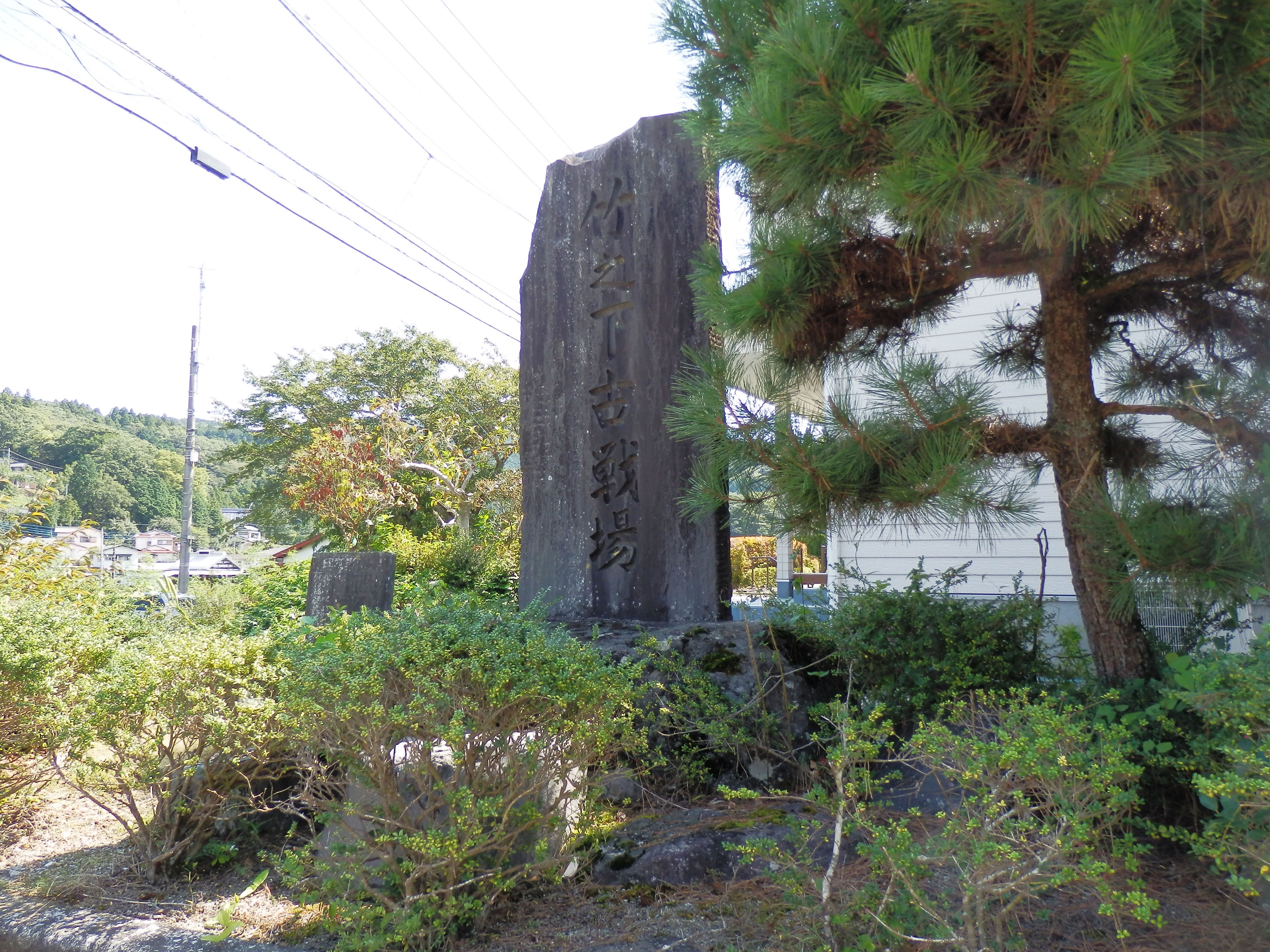
竹之下古戦場碑（静岡県小山町）

『太平記』によると、足利方は12月11日に尊氏が竹之下、直義が箱根に進軍することを決め、12月12日の明け方に尊氏は鎌倉を出発。新田軍は尊良親王と脇屋義助を竹之下へ、義貞は箱根に進軍し、同日の午の刻から合戦が開始したとする。12月13日、竹之下での敗北を聞いた箱根の義貞軍は総崩れとなり、伊豆府中、黄瀬川、浮島原で戦いながら退却したとしている。
一方『梅松論』では12月8日には尊氏は鎌倉を出発したとしており、12月10日には足柄峠に布陣したとする。その後、尊氏軍は12月11日の藍沢原での戦いで尊良親王と脇屋義助を撃破、12月12日の佐野山の合戦でも大友貞載や塩冶高貞が尊氏軍に寝返ったため勝利。さらに12月13日の伊豆国府での戦いでも尊氏軍は箱根から敗走してきた軍勢と戦って勝利し、直義と合流して府中・車返・浮島原に陣取ったとしている。
史料の信頼性に関しては、恩賞給付の証拠として差し出された軍忠状（「野本鶴寿丸軍忠状」など）の尊氏の鎌倉出発の日付や藍沢原での戦いの日付などが『梅松論』の記載と一致していることがわかっている。
一連の戦いで手越河原の戦いで投降し義貞軍に加わっていた佐々木道誉も尊氏軍に寝返っている。また、尊良親王の近侍であった中将二条為冬が戦死している。
天竜川に架かる浮き橋を義貞が遅れてくる味方のために残したと、どちらかというと足利寄りの『梅松論』には書かれているが、一方南朝寄りの『太平記』には浮き橋を斬って退却したと、全く逆に書かれている。

## 影響
尊氏軍は義貞軍を追撃し、翌年1月3日近江瀬田唐橋で激突。搦め手の宇治で尊氏軍が勝利し、宮方は撤退し、京を巡る合戦に突入、奥州に配置していた北畠顕家率いる、奥州の京方の軍勢の来援を待ち、尊氏の軍勢を１度は九州まで追いやるが、再び尊氏はは九州での挙兵は成功を遂げ、南北朝時代へ突入する。新田義貞や北畠顕家や楠木正成らが戦死すると、建武政権は崩壊、南朝は零落した。宮方の敗因は義貞の器量不足というよりも後醍醐の失政に失望した有力武士が尊氏に大挙して付いたことに起因する。旧守護層の有力武士を抑制することで成立しようとした建武政権は旧守護層が擁立した足利尊氏に敗れることとなった。

## 菊池千本槍
箱根・竹ノ下の戦いにまつわる伝承に菊池千本槍がある。新田勢に菊池氏が加わり、その場にあった竹やぶの竹を切り、小刀に結びつけ槍とした。元寇での戦いで、敵の武器に苦戦しながらも手柄をあげた菊池家の菊池武重の発案という。1,000の槍で3,000人を倒したという。国道1号線笹原山中バイパス山中城口交差点脇に菊池千本槍の石碑と解説板がある。